# 高松市街地形成外環状線
高松市街地形成外環状線（たかまつしがいちけいせいそとかんじょうせん）は、香川県高松市に存在する全長約28.5kmの環状の都市計画道路。ただし完全なリング状ではなく、ほぼ正方形をしている。鹿角町～成合町は未開通区間である。

## 路線名

### 都市計画道路高松海岸線
通称:瀬戸大橋通り、さぬき浜街道
環状線の北端、高松港に沿って東西に伸びる全長約6.9kmの路線である。高松市を含む香川県の最北端を担う幹線道路であるため、その重要度は高い。高松市の市街地を通るため、交通量は多い。錦町～福岡町三丁目は上下6車線、それ以外は上下2車線である。ただし今後の整備区間である、寿町一丁目～本町交差点はいわゆるボトルネックによる対面通行になっているため慢性的な交通渋滞が発生し、早期の上下6車線の確保が求められている。その区間でもさらに渋滞の原因となっているのが高松琴平電気鉄道の本町踏切である。そこは信号機のない（一応信号機設置はされているが、押しボタン式のため、歩行者の横断の際しか起動しない）変則五差路で、しかも本線はこの場所でクランク状に変形しているため、交通の混雑が著しい。本町踏切は琴電の連続立体交差事業で消滅するはずだったため、暫定措置としてこのような形状になっていたが、香川県の財政難や琴電の経営破綻から休止（最終的には中止）に追い込まれたため、当面はこのような状況が続く。『RSKイブニングニュース』をはじめとするローカルニュース番組で幾度か取り上げ改善を促していた。また『ズームイン!!朝』といった全国ネットでも本町踏切北側の国道30号とフェリー通りの変則五差路と共に危険な交差点として取り上げられたこともある。

### 都市計画道路屋島東山崎線
通称:さぬき東街道
重複:香川県道10号高松長尾大内線
環状線の東端、新川と春日川に挟まれた氾濫原を南北に貫く全長約5.1kmの路線である。全区間上下4車線。東讃の内陸部と高松市中心部を結ぶ重要路線。田畑の続く郊外に位置し、信号機が少ないため、法定速度をはるかに超えた速度で走行する自動車が多い。

### 主要地方道高松長尾大内線
通称:さぬき東街道、長尾街道
重複:香川県道10号高松長尾大内線
屋島東山崎線の延長線上にあり、環状線の一部になっているのは東山崎町交差点～下田井町の約900mのみである。

### 都市計画道路成合六条線
重複:香川県道147号太田上町志度線バイパス、香川県道171号国分寺太田上町線バイパス
環状線の南端を東西に貫く約6.5kmの路線である。しかし、開通しているのは香川インテリジェントパークから空港通りまでで、その他の下田井町～香川インテリジェントパークと、鹿角町～成合町は未開通区間で、前者は建設が進められているが、後者は2024年にようやく事業化された状態である。

### 都市計画道路錦町国分寺綾南線
重複:国道32号（円座バイパス）
約1.3kmの国道32号との重複区間。環状線はこの路線と出作中間線の存在で、完全な四角形ではなく六角形を成している。

### 都市計画道路出作中間線
重複:香川県道12号三木国分寺線
錦町国分寺綾南線と同様、環状線を六角形に変形させている約1.1kmの区間。高松自動車道の高松西インターチェンジと国道32号を結ぶ重要路線でもある。

### 都市計画道路郷東岡本線
通称:産業道路
重複:香川県道178号山崎御厩線、香川県道176号檀紙鶴市線、香川県道175号衣掛郷東線
環状線の西端を南北に貫く全長約6.4kmの路線。全区間上下4車線。通称にもあるように、高松自動車道の高松西インターチェンジと高松港沿いの工業地帯を結ぶ道路。また、高松西インターチェンジと高松市中心部を結ぶ道路としても重要な路線である。